# Ren Junfei
Ren Junfei (任骏飞S, Rèn JùnfēiP; 4 febbraio 1990) è un cestista cinese.

## Carriera
Con la Cina ha disputato i Campionati asiatici del 2017 e i Campionati mondiali del 2019.